# Burzliwe życie Kerna
Burzliwe życie Kerna – amerykański musical z 1946 roku luźno oparty na biografii kompozytora Jerome’a Kerna.

## Obsada
- June Allyson – Jane Witherspoon
- Lucille Bremer – Sally Hessler
- Judy Garland – Marilyn Miller
- Kathryn Grayson – Magnolia Hawks
- Van Heflin – James l. Hessler
- Lena Horne – Julie LaVerne
- Van Johnson – Bandleader
- Tony Martin – Gaylord Ravenal
- Dinah Shore – Specialty
- Frank Sinatra – Finale Specialty
- Robert Walker – Jerome Kern
- Gower Champion – Specialty Dancer
- Cyd Charisse – Specialty Dancer
- Angela Lansbury – London Specialty
- Ray McDonald – Specialty
- Virginia O’Brien – Ellie Mae
- Joan Wells – Sally Hessler (jako dziewczynka)
- Esther Williams – występ gościnny